# Windmolenbroek

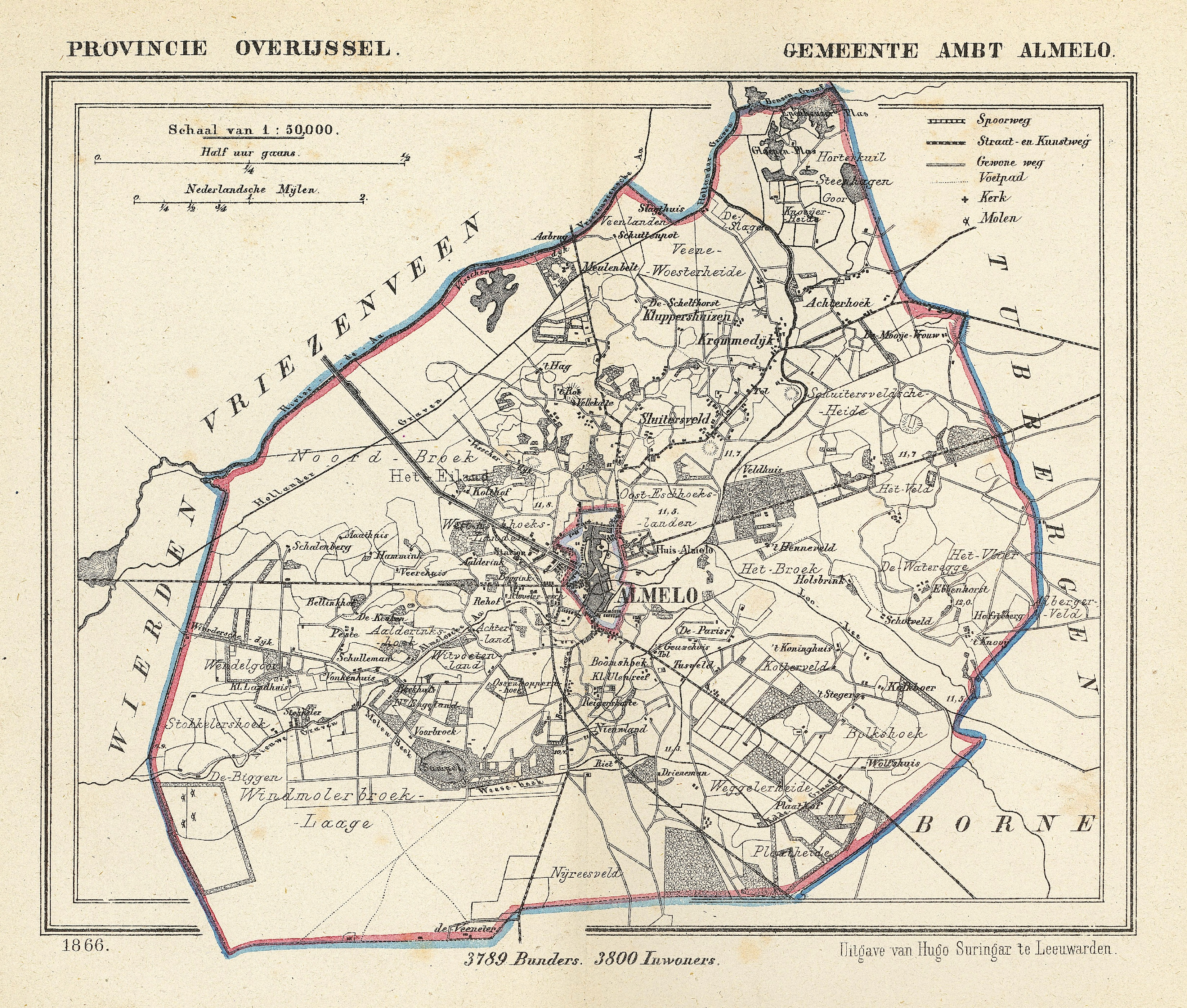
Diverse namen uit de wijk Windmolenbroek zijn terug te vinden op oude kaarten zoals deze van de gemeente Ambt Almelo uit 1866

Windmolenbroek is een wijk in het zuiden van de stad Almelo. De wijk telt 14.500 inwoners en is daarmee de grootste wijk van Almelo. In de wijk bevinden zich onder andere de locatie Almelo van Ziekenhuis Groep Twente, een sporthal, diverse scholen, een wijkcentrum en een winkelcentrum.
Kenmerkend voor Windmolenbroek is de groene opzet van de wijk met vele woonbuurten. Bijna alle straten in de wijk zijn gebaseerd op vogelnamen. Bijzonder is ook het feit dat de fietspaden die dwars door de wijk lopen het oorspronkelijke wegenpatroon van vroeger volgen. De wijk heeft drie fietstunnels om het fietsverkeer naar de stad te voorzien van een veilige doorgang. Sinds 2008 is de Meubelboulevard verbonden met het ziekenhuis door middel van een loop- en fietsbrug. Een gedeelte van Windmolenbroek is voorzien van stadsverwarming. Cogas bedient de wijk met een centrale die deels met stortgas wordt gestookt.

## Geschiedenis
Bij de aanleg van de wijk begin jaren 1980 zijn veel van de bestaande boerderijen, bomen en houtwallen behouden gebleven doordat ze in de nieuwe situatie zijn ingepast. De naam Windmolenbroek is afgeleid van de Windemoele op 't Broek, een windkorenmolen uit 1645 die eigendom was van de graaf Van Rechteren en die +/- 75m. ten oosten van de (Windmolenbroeksweg-) brug over de Weezebeek (toen: Molenbeek) aan de noordkant van de beek stond.

## Buurten
De wijk is ingedeeld in de volgende buurten:

### Groeneveld
Het Groeneveld is een buurt tussen de Weezebeeksingel en de Weezebeek. In het westen van deze buurt staan het waterschapsgebouw van het Waterschap Regge en Dinkel en voornamelijk vrijstaande woningen. In het oosten staat Erve Asito. Daartussen ligt een locatie van het ROC van Twente en de Woonboulevard van Almelo.

### Kanaalzijde
De buurt Kanaalzijde grenst aan het Twentekanaal. Het gebied Leemslagen met de daarin gelegen Leemslagenplas is onderdeel van deze buurt. De Leemslagenplas is ontstaan door zandwinning vanaf de jaren 80 tot en met 2001. De 30 meter diepe plas wordt sinds het najaar van 2001 gebruikt door Onderwatersportvereniging Galathea. De club heeft begin 2004 op ruim 20 meter diepte - met toestemming van de gemeente Almelo en het Waterschap Regge en Dinkel - een gestript en volledig schoongemaakt wrak van een 17 meter lange Urker kotter als duikobject laten afzinken.

### Zeven Bosjes
De buurt heeft afgerond een totale oppervlakte van 58 hectare, waarvan 57 land en 1 water. Er wonen 470 huishoudens. Het park Het Napoleonnetje ligt binnen de buurt Zeven Bosjes.

### Leemslagen-Oost
Leemslagen-Oost ligt tegenover de Woonboulevard aan de andere kant van de Weezebeeksingel. ZGT Almelo ligt in deze buurt.

### Huttenveld
Huttenveld is het gebied rondom de zogenaamde Huttenvijver die midden in de wijk ligt. De buurt bestaat voornamelijk uit woningen. In deze buurt ligt ook de sporthal met een wijkcentrum. 

### Maardijk
Maardijk ligt tegenover het Erve Asito aan de andere kant van de Weezebeeksingel. De buurt bestaat onder meer uit de industrieterreinen Windmolen en Twentelaan.

### De Grens
De Grens bestaat voor het grootste gedeelte uit industriegebied Twentepoort West. In het zuiden grenst het aan Bornerbroek. 

### Nijrees
Het Nijrees is een Vinex-buurt en heet officieel Buitenplaats het Nijrees. De buurt kent geen eigen voorzieningen. Het Nijrees is gelegen aan de rand van het Nijreesbos en het Dikkersbos. Veel huizen in de buurt zijn uitgerust met zonnepanelen.
Alle straatnamen in de wijk zijn afkomstig uit de tuinarchitectuur. Onder de naam Nijrees Noord zijn er plannen om Nijrees in het noorden uit te breiden met 96 woningen.

## Openbaar vervoer
De wijk is voorzien van drie buslijnen die worden bediend door Arriva:
- Lijn 21: Stadsdienst Almelo: Station - Centrumplein - Ziekenhuisgroep Twente - Windmolenbroek - Centrumplein - Station
- Lijn 22: Stadsdienst Almelo: Station - Centrumplein - Windmolenbroek - Ziekenhuisgroep Twente - Centrumplein - Station
- Lijn 26: Stadsdienst Almelo: Station - Centrumplein - Rembrandtlaan - Ziekenhuisgroep Twente